# Danh sách đơn vị hành chính Vân Nam
Tỉnh Vân Nam, Trung Quốc được chia ra thành các đơn vị hành chính sau:
- 16 đơn vị cấp địa khu
  - 8 địa cấp thị
  - 8 châu tự trị
- 129 đơn vị cấp huyện
  - 10 huyện cấp thị
  - 78 huyện
  - 29 huyện tự trị
  - 12 khu (quận)
- 1455 đơn vị cấp hương
  - 567 trấn/ thị trấn
  - 677 hương/ xã
  - 155 hương dân tộc
  - 56 nhai đạo

Tất cả các đơn vị hành chính này được giải thích chi tiết trong bài phân cấp hành chính Trung Quốc. Danh sách sau chỉ liệt kê các đơn vị hành chính cấp địa khu và cấp huyện của Vân Nam.
| Thành phố (địa cấp thị), châu tự trị                                          | Quận                                                                                     | Huyện, thị (huyện cấp thị) |
| ----------------------------------------------------------------------------- | ---------------------------------------------------------------------------------------- | --- |
| • Côn Minh (昆明市)                                                           | Bàn Long (盘龙区) Ngũ Hoa (五华区) Quan Độ (官渡区) Tây Sơn (西山区) Đông Xuyên (东川区) | thành phố cấp huyện An Ninh (安宁市) Trình Cống 呈贡县 Tấn Ninh (晋宁县) Phú Dân (富民县) Nghi Lương (宜良县) Tung Minh (嵩明县) huyện tự trị dân tộc Di Thạch Lâm (石林彝族自治县) huyện tự trị dân tộc Di, dân tộc Miêu Lộc Khuyến (禄劝彝族苗族自治县) huyện tự trị dân tộc Hồi, dân tộc Di Tầm Điện (寻甸回族彝族自治县) |
| • Khúc Tĩnh (曲靖市)                                                          | Kỳ Lân (麒麟区)                                                                          | thành phố cấp huyện Tuyên Uy (宣威市) Mã Long 马龙县 Triêm Ích 沾益县 Phú Nguyên 富源县 La Bình 罗平县 Sư Tông 师宗县 Lục Lương 陆良县 Hội Trạch 会泽县 |
| • Ngọc Khê (玉溪市)                                                           | Hồng Tháp (红塔区)                                                                       | Giang Xuyên 江川县 Trừng Giang 澄江县 Thông Hải 通海县 Hoa Ninh 华宁县 Dịch Môn 易门县 huyện tự trị dân tộc Di Nga Sơn (峨山彝族自治县) huyện tự trị dân tộc Di Tân Bình (新平彝族傣族自治县) huyện tự trị dân tộc Di, dân tộc Thái, dân tộc Cáp Nê Nguyên Giang (元江哈尼族彝族傣族自治县) |
| • Bảo Sơn (保山市)                                                            | Long Dương (隆阳区)                                                                      | Thi Điện 施甸县 Đằng Xung 腾冲县 Long Lăng 龙陵县 Xương Ninh 昌宁县 |
| • Chiêu Thông (昭通市)                                                        | Chiêu Dương (昭阳区)                                                                     | Lỗ Điện 鲁甸县 Xảo Gia 巧家县 Diêm Tân 盐津县 Đại Quan 大关县 Vĩnh Thiện 永善县 Tuy Giang 绥江县 Trấn Hùng 镇雄县 Di Lương 彝良县 Uy Tín 威信县 Thủy Phú 水富县 |
| • Lệ Giang (丽江市)                                                           | Cổ Thành (古城区)                                                                        | Vĩnh Thắng 永胜县 Hoa Bình 华坪县 huyện tự trị dân tộc Nạp Tây Ngọc Long 玉龙纳西族自治县 huyện tự trị dân tộc Di Ninh Lạng 宁蒗彝族自治县 |
| • Phổ Nhĩ (普洱市)                                                            | Tư Mao (思茅区)                                                                          | huyện tự trị dân tộc Di, dân tộc Cáp Nê Ninh Nhĩ 宁洱哈尼族彝族自治县 huyện tự trị dân tộc Cáp Nê Mặc Giang 墨江哈尼族自治县 huyện tự trị dân tộc Di Cảnh Đông 景东彝族自治县 huyện tự trị dân tộc Di, dân tộc Thái Cảnh Cốc 景谷傣族彝族自治县 huyện tự trị dân tộc Di, dân tộc Cáp Nê, dân tộc Lạp Hộ Trấn Nguyên 镇沅彝族哈尼族拉祜族自治县 huyện tự trị dân tộc Di, dân tộc Cáp Nê Giang Thành 江城哈尼族彝族自治县 huyện tự trị dân tộc Thái, dân tộc Lạp Hộ, dân tộc Ngõa Mạnh Liên 孟连傣族拉祜族佤族自治县 huyện tự trị dân tộc Lạp Hộ Lan Thương 澜沧拉祜族自治县 huyện tự trị dân tộc Ngõa Tây Minh 西盟佤族自治县 |
| • Lâm Thương (临沧市)                                                         | Lâm Tường 临翔区                                                                         | Phượng Khánh 凤庆县 Vân huyện (云县) Vĩnh Đức (永德县) Trấn Khang 镇康县 huyện tự trị dân tộc Lạp Hộ, dân tộc Ngõa, dân tộc Bố Lãng, dân tộc Thái Song Giang (双江拉祜族佤族布朗族傣族自治县) huyện tự trị dân tộc Thái, dân tộc Ngõa Cảnh Mã 耿马傣族佤族自治县 huyện tự trị dân tộc Ngõa Thương Nguyên 沧源佤族自治县 |
| • châu tự trị dân tộc Thái, dân tộc Cảnh Pha Đức Hoành (德宏傣族景颇族自治州) | • châu tự trị dân tộc Thái, dân tộc Cảnh Pha Đức Hoành (德宏傣族景颇族自治州)            | Lộ Tây 潞西市 Thụy Lệ 瑞丽市 Lương Hà 梁河县 Doanh Giang 盈江县 Lũng Xuyên 陇川县 |
| • châu tự trị dân tộc Lật Túc Nộ Giang (怒江傈僳族自治州)                     | • châu tự trị dân tộc Lật Túc Nộ Giang (怒江傈僳族自治州)                                | Lô Thủy 泸水县 Phúc Cống 福贡县 huyện tự trị dân tộc Độc Long, dân tộc Nộ Cống Sơn 贡山独龙族怒族自治县 huyện tự trị dân tộc Bạch, dân tộc Phổ Mễ Lan Bình 兰坪白族普米族自治县 |
| • châu tự trị dân tộc Tạng Dêqên/Địch Khách (迪庆藏族自治州)                  | • châu tự trị dân tộc Tạng Dêqên/Địch Khách (迪庆藏族自治州)                             | Shangri-La 香格里拉县 Dêqên 德钦县 huyện tự trị dân tộc Lật Túc Duy Tây (维西傈僳族自治县) |
| • châu tự trị dân tộc Bạch Đại Lý (大理白族自治州)                            | • châu tự trị dân tộc Bạch Đại Lý (大理白族自治州)                                       | thành phố cấp huyện Đại Lý (大理市) Tường Vân 祥云县 Tân Xuyên 宾川县 Di Độ 弥渡县 Vĩnh Bình 永平县 Vân Long 云龙县 Nhĩ Nguyên 洱源县 Kiếm Xuyên 剑川县 Hạc Khánh 鹤庆县 huyện tự trị dân tộc Di Dạng Tị 漾濞彝族自治县 huyện tự trị dân tộc Di Nam Giản 南涧彝族自治县 huyện tự trị dân tộc Di, dân tộc Hồi Nguy Sơn 巍山彝族回族自治县 |
| • châu tự trị dân tộc Di Sở Hùng (楚雄彝族自治州)                             | • châu tự trị dân tộc Di Sở Hùng (楚雄彝族自治州)                                        | thành phố cấp huyện Sở Hùng (楚雄市), Lộc Phong 禄丰市 Song Bách 双柏县 Mưu Định 牟定县 Nam Hoa 南华县 Diêu An 姚安县 Đại Diêu 大姚县 Vĩnh Nhân 永仁县 Nguyên Mưu 元谋县 Vũ Định 武定县 |
| • châu tự trị dân tộc Cáp Nê, Di Hồng Hà (红河哈尼族彝族自治州)               | • châu tự trị dân tộc Cáp Nê, Di Hồng Hà (红河哈尼族彝族自治州)                          | Mông Tự 蒙自县 thành phố cấp huyện Cá Cựu (个旧市) thành phố cấp huyện Khai Viễn (开远市) Lục Xuân 绿春县 Kiến Thủy 建水县 Thạch Bình 石屏县 Di Lặc 弥勒县 Lô Tây 泸西县 Nguyên Dương 元阳县 Hồng Hà 红河县 huyện tự trị dân tộc Miêu, dân tộc Dao, dân tộc Thái Kim Bình (金平苗族瑶族傣族自治县) huyện tự trị dân tộc Dao Hà Khẩu (河口瑶族自治县) huyện tự trị dân tộc Miêu Bình Biên (屏边苗族自治县) |
| • châu tự trị dân tộc Choang, dân tộc Miêu Văn Sơn (文山壮族苗族自治州)       | • châu tự trị dân tộc Choang, dân tộc Miêu Văn Sơn (文山壮族苗族自治州)                  | Văn Sơn (文山县) Nghiễn Sơn 砚山县 Tây Trù 西畴县 Ma Lật Pha 麻栗坡县 Mã Quan (马关县) Khâu Bắc (丘北县) Quảng Nam (广南县) Phú Ninh (富宁县) |
| • châu tự trị dân tộc Thái Tây Song Bản Nạp (西双版纳傣族自治州)              | • châu tự trị dân tộc Thái Tây Song Bản Nạp (西双版纳傣族自治州)                         | thành phố cấp huyện Cảnh Hồng (景洪市) Mãnh Hải (勐海县) Mãnh Lạp (勐腊县) |